# ドレーク海峡

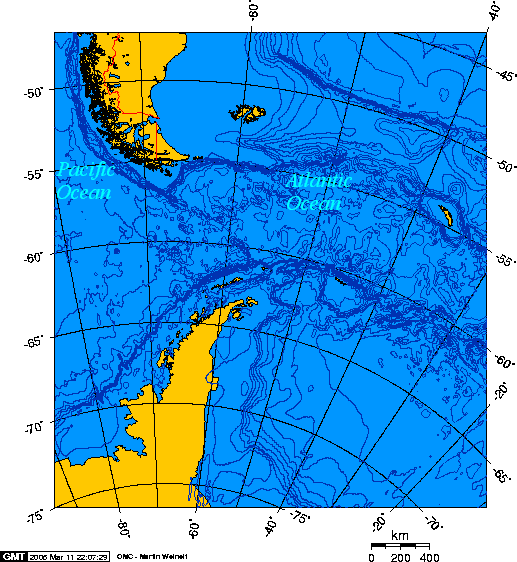
南アメリカと南極の間にあるドレイク海峡

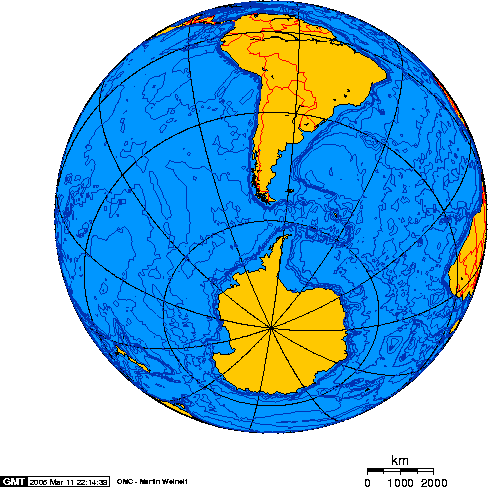
正射図法で見たドレイク海峡

ドレイク海峡（ドレイクかいきょう、英: Drake Passage; 西: Mar de Hoces）は、南アメリカ・ホーン岬とサウス・シェトランド諸島（南極半島の北側に連なる諸島）との間の海峡。南極海の一部でもあり、世界で最も荒れる海域の一つ。ギネスブックで世界一幅の広い海峡として認定されており、最狭部でも約650キロメートルある。

## 歴史
名前は、イギリス人の私掠船の船長で探検家の、フランシス・ドレイクにちなんでつけられた。1578年、ドレイク船長が南太平洋で暴風雨に遭い、ホーン岬付近に漂着した後大西洋へ出たことから、この海峡の存在が初めて知られた。それまでは、フエゴ島は未知なる南方大陸(メガラニカ)の一部と考えられていたため、マゼラン海峡が大西洋と太平洋を結ぶ唯一の海峡と考えられていた。ドレイク海峡を最初に航海した公的な記録は、オランダ人ウィレム・スホーテン（Willem Cornelisz Schouten）が船長を務めた1616年の航海とされている。

## 地理
海峡の南、南シェトランド諸島と南極半島との間には、ブランスフィールド海峡があり、その周辺は南極観測基地のメッカである。
ドレーク海峡を含む南緯60度付近はいつも荒れているため"shrieking sixties"（絶叫する60度）と呼ばれる。年間を通して温帯低気圧の通り道となっており、陸地が全く存在しないために強風や海流が遮られないことによる波浪の発達が著しい。

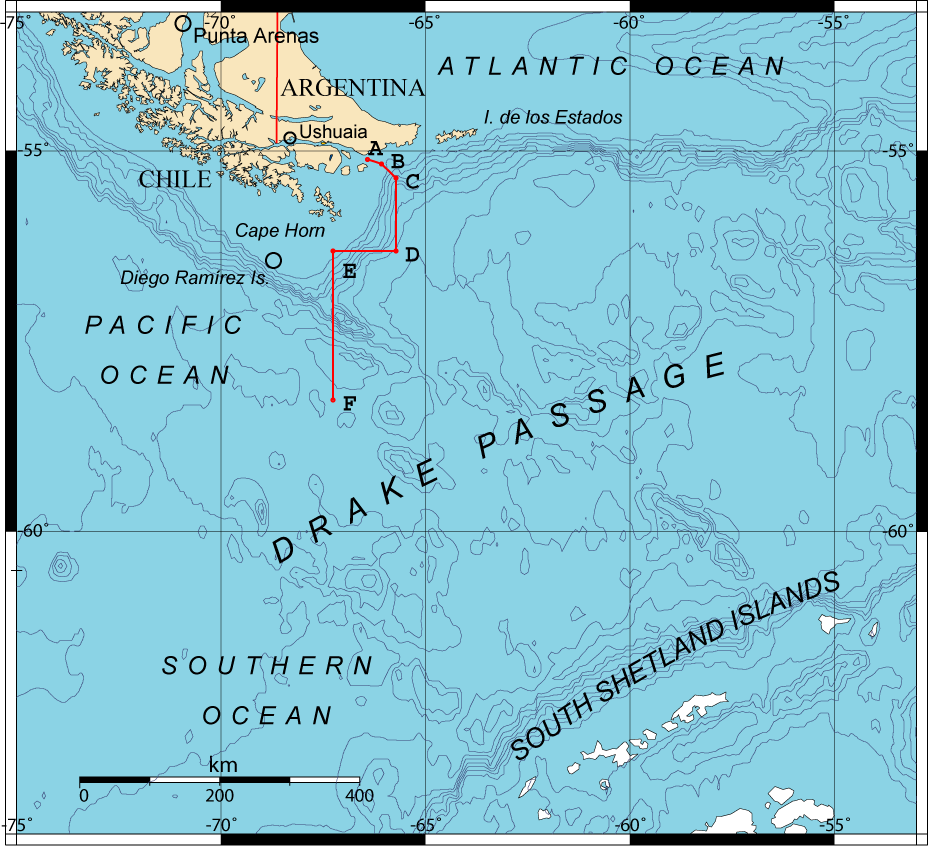
ドレーク海峡

## 関連項目

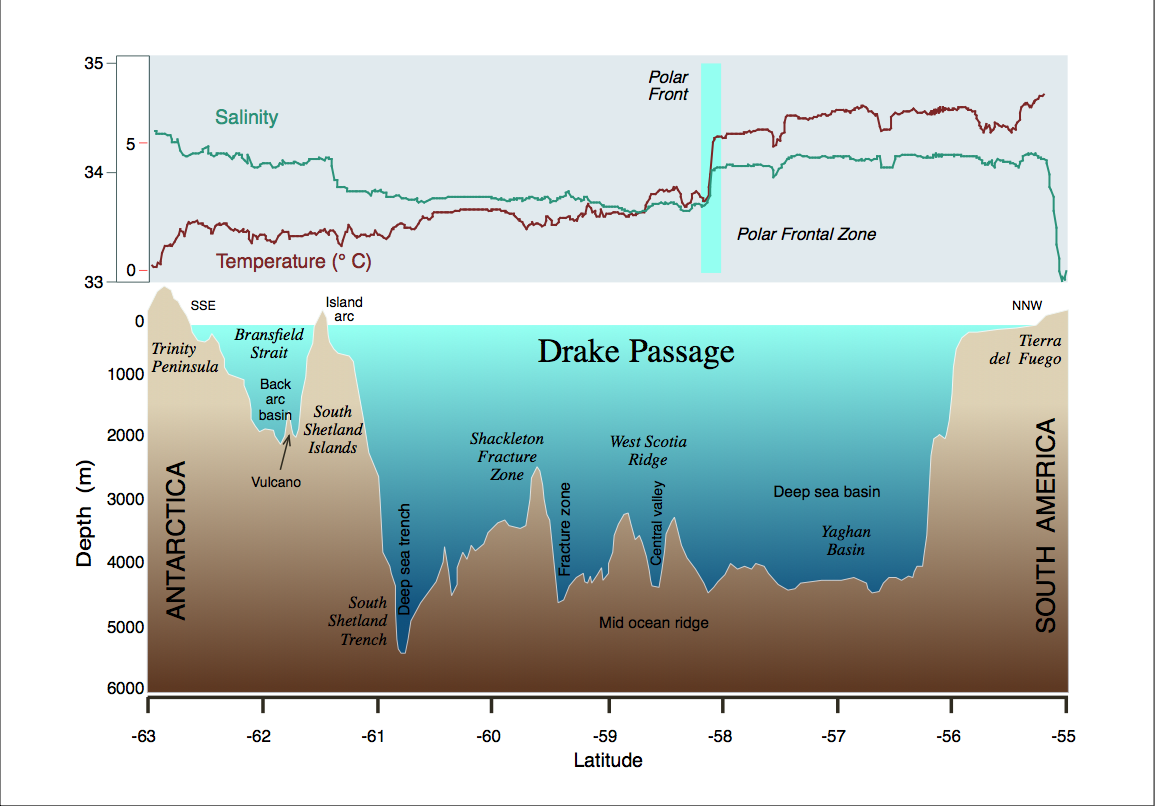